# Groupe d'armées Nord
Ne doit pas être confondu avec Groupe d'armées du Nord.
Le groupe d'armées Nord (en allemand : Heeresgruppe Nord) était une unité de commandement de la Wehrmacht durant la Seconde Guerre mondiale. Il y eut trois unités de commandement qui ont porté tour à tour ce nom, sans avoir aucun lien entre elles. Le terme Nord renvoie simplement à la position géographique des groupes d'armées engagées.

## Heeresgruppe Nord (1939)
Le premier Heeresgruppe Nord existe d'abord sous le nom d'Armee-Oberkommandos 2 (AOK 2), une des unités de commandement créée pour l'invasion de la Pologne à partir du Heeresgruppen-Kommando 1 de Berlin, une unité de temps de paix. L'Armee-Oberkommandos 2 du général Fedor von Bock change de dénomination pour Heeresgruppe Nord le 2 septembre 1939.

### Commandement

Fanion du commandant d'un Heeresgruppe

| Période                       | Commandant (Oberbefehlshaber Heeresgruppe) |
| ----------------------------- | ------------------------------------------ |
| du 26 août au 10 octobre 1939 | général Fedor von Bock                     |
| Source :                      |                                            |

### Organigrammes

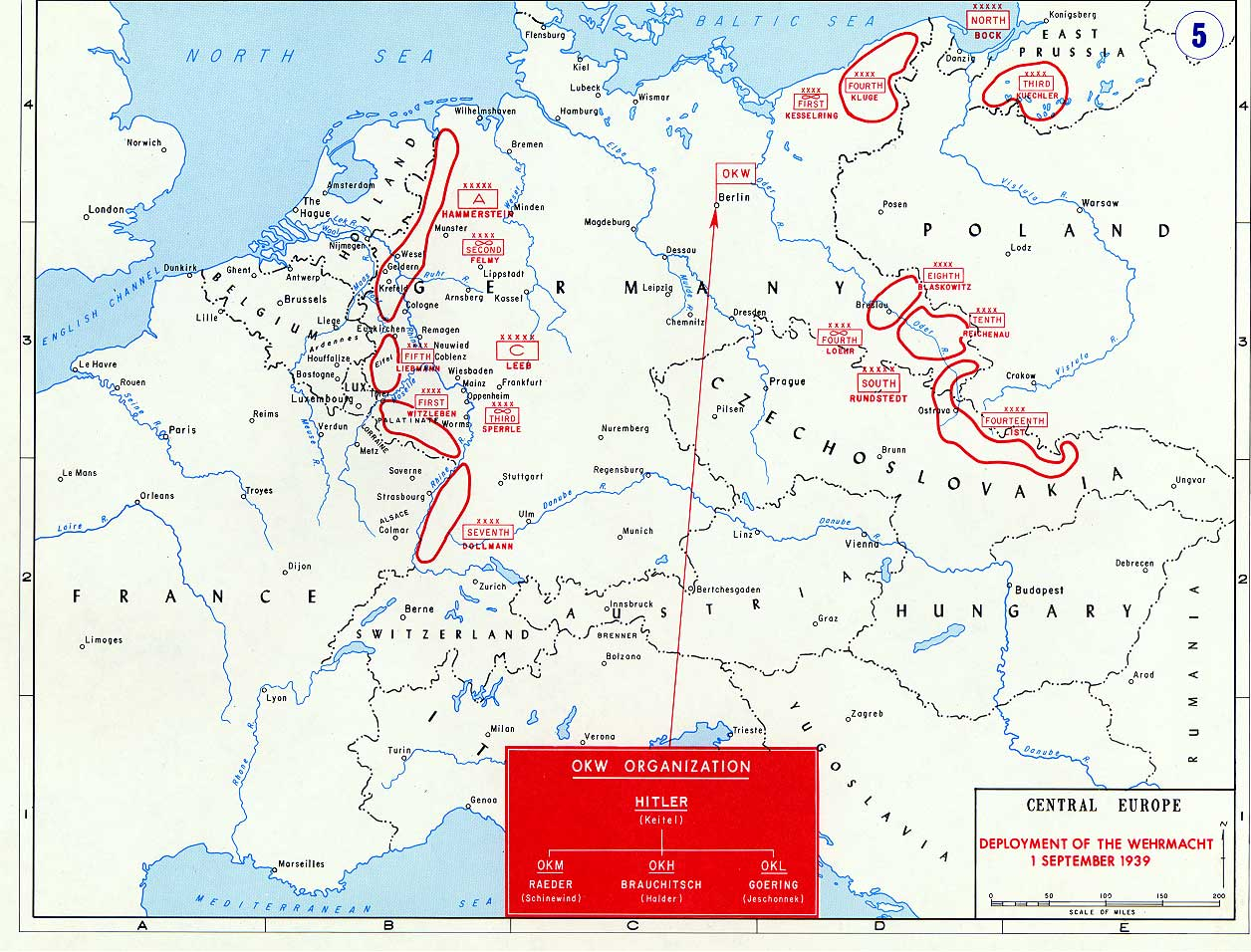
Situation générale de l'Armée de terre (Heer) et des Luftflottes au 1er septembre 1939.

Unité organique au Heeresgruppe Nord
- Heeresgruppen-Nachrichten-Regiment 537

| Unités sous le commandement du Heeresgruppe Nord | Unités sous le commandement du Heeresgruppe Nord | Unités sous le commandement du Heeresgruppe Nord |
| Date                                             | Unités                                           |                                                  |
| ------------------------------------------------ | ------------------------------------------------ | ------------------------------------------------ |
| Septembre 1939                                   | 3e Armée, 4e Armée                               |                                                  |
| Octobre 1939                                     | 6e Armée, 4e Armée                               |                                                  |
| Source :                                         |                                                  |                                                  |

### Changement de dénomination
À la fin de la campagne de Pologne, cette unité de commandement change de nom le 10 octobre 1939 pour devenir le Heeresgruppe B.

## Heeresgruppe Nord (1941-1944)
La Wehrmacht met en place en 1941 trois groupes d'armées pour envahir l'Union Soviétique (opération Barbarossa). Le 20 juin le Heeresgruppe C change de nom pour devenir un nouveau groupe d'armées Nord. Ce Heeresgruppe Nord est commandé par le Generalfeldmarschall Wilhelm Ritter von Leeb qui était déjà en poste comme commandant du Heeresgruppe C.
Les objectifs du groupe d'armées Nord en 1941 sont de conquérir les pays baltes et de prendre Leningrad.

### Commandement
| Période                               | Commandant (Oberbefehlshaber Heeresgruppe) |
| ------------------------------------- | ------------------------------------------ |
| du 26 août 1939 au 16 janvier 1942    | maréchal Wilhelm von Leeb                  |
| du 17 janvier 1942 au 8 janvier 1944  | maréchal Georg von Küchler                 |
| du 9 janvier 1944 au 30 mars 1944     | maréchal Walter Model                      |
| du 31 mars 1944 au 3 juillet 1944     | général Georg Lindemann                    |
| du 4 juillet 1944 au 24 juillet 1944  | général Johannes Frießner                  |
| du 25 juillet 1944 au 25 janvier 1945 | général Ferdinand Schörner                 |
| Source :                              |                                            |

### Organigrammes
Unité organique au Groupe d'armées Nord
- Heeresgruppen-Nachrichten-Regiment 639

Unités sous le commandement du Groupe d'armées Nord
| Date             | Unités                                                                           |
| ---------------- | -------------------------------------------------------------------------------- |
| 1941             |                                                                                  |
| Juin-Juillet     | 16e Armée, 4e Panzergruppe, 18e Armée                                            |
| Août-Septembre   | 16e Armée, 4e Panzergruppe, 18e Armée                                            |
| Octobre          | 16e Armée, 18e Armée                                                             |
| 1942             |                                                                                  |
| Janvier-Décembre | 16e Armée, 18e Armée ; plus la 11e Armée mais qui dépendait directement de l'OKH |
| 1943             |                                                                                  |
| Janvier-Décembre | 16e Armée, 18e Armée                                                             |
| 1944             |                                                                                  |
| Janvier-Février  | 16e Armée, 18e Armée                                                             |
| Mars-Septembre   | Armee-Abteilung Narwa, 16e Armée, 18e Armée                                      |
| Octobre          | 16e Armée, Armee-Abteilung Grasser, 18e Armée                                    |
| Novembre         | 16e Armée, Armee-Abteilung Kleffel, 18e Armée                                    |
| Décembre         | 16e Armée, 18e Armée                                                             |
| 1945             |                                                                                  |
| Janvier          | 16e Armée, 18e Armée                                                             |

### Organigramme au 27 juillet 1941

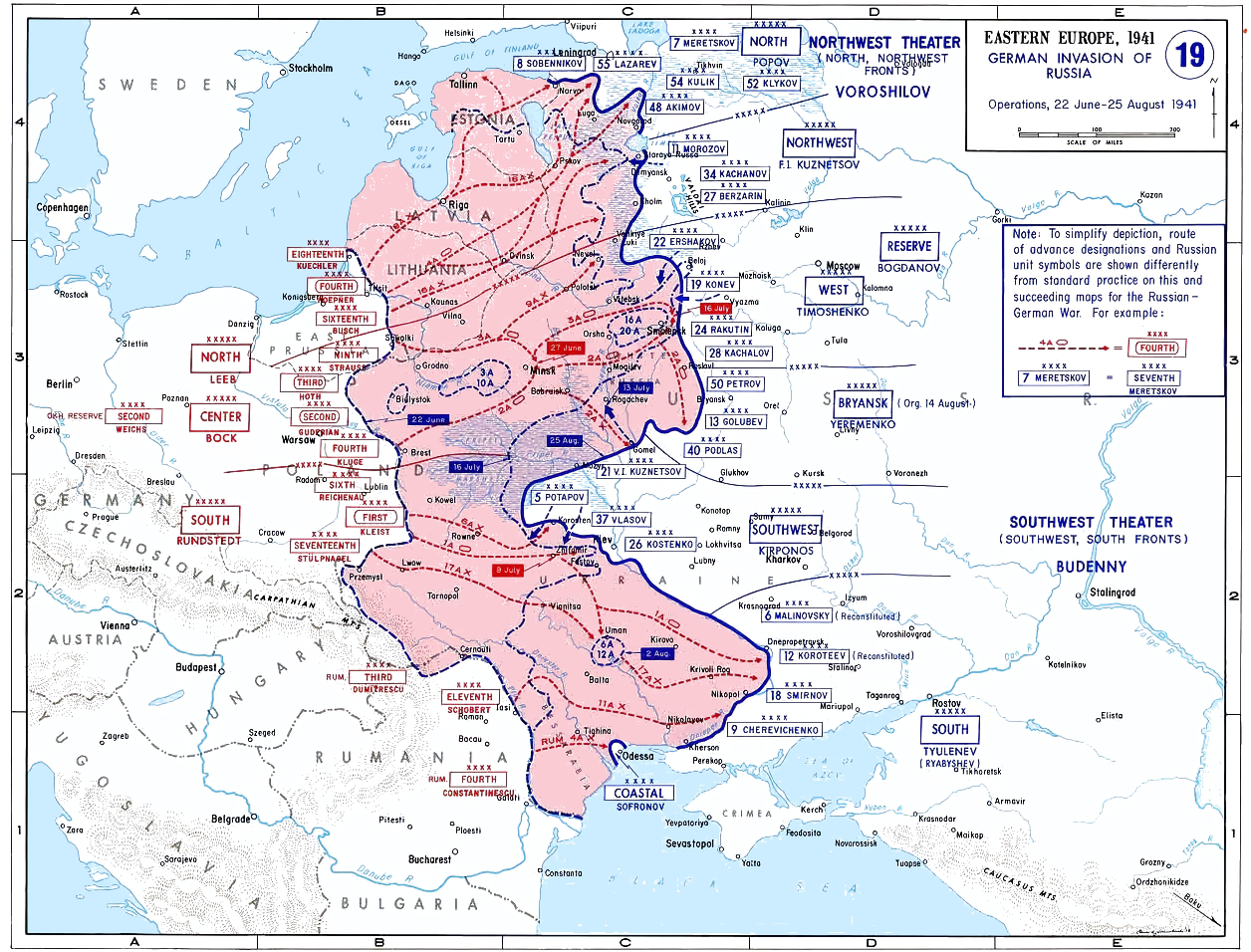
Les opérations militaires sur le Front de l'Est du 22 juin au 25 août 1941.

Le 27 juillet 1941 le Heeresgruppe Nord est constitué de 16 divisions.

### Changement de dénomination
Isolé dans la péninsule de Courlande par l'avancée des troupes soviétiques à partir d'octobre 1944, le Groupe d'armées Nord change de nom pour Heeresgruppe Kurland le 25 janvier 1945.

## Heeresgruppe Nord (1945)

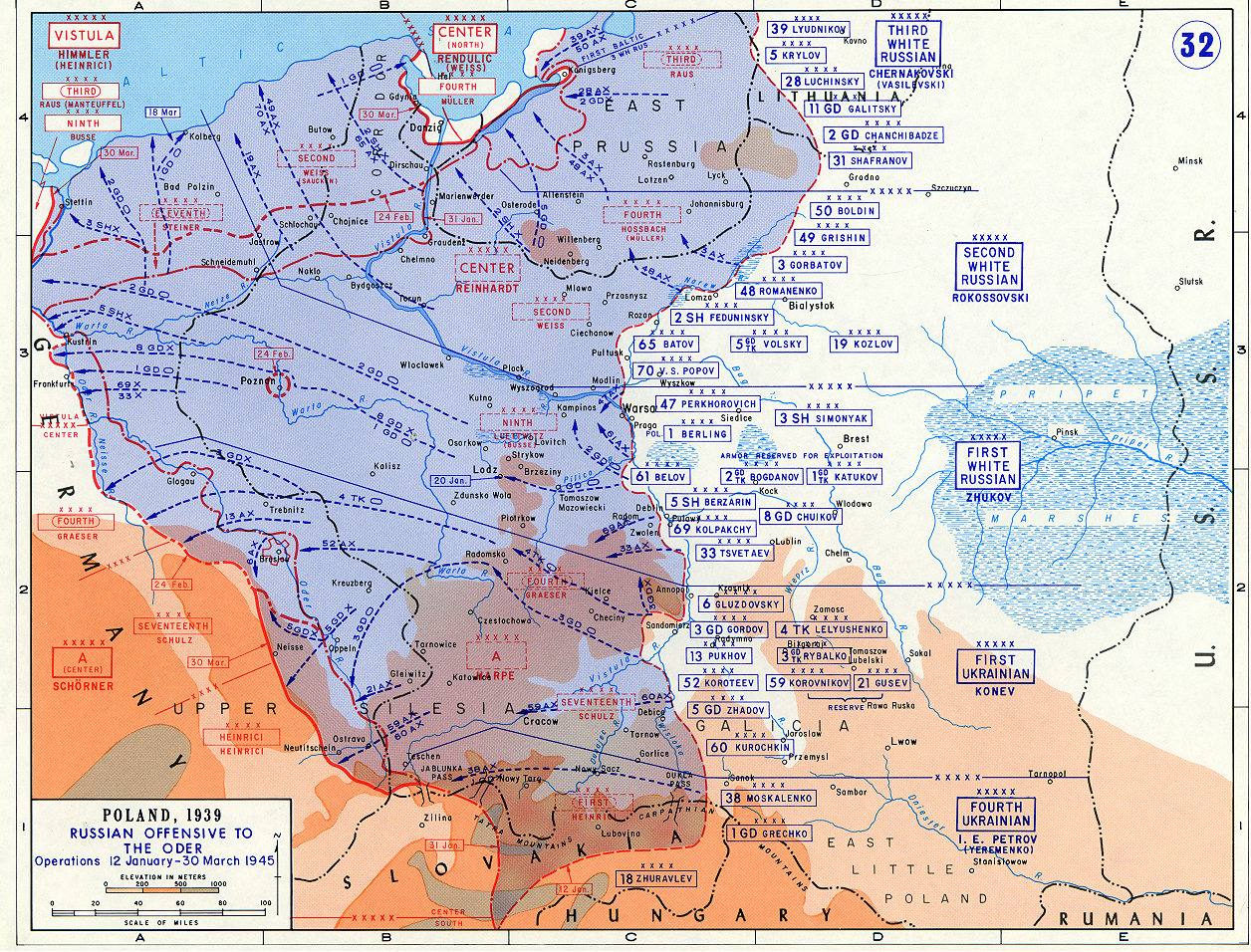
L'offensive soviétique en Pologne/Allemagne centrale du 12 janvier 1945 au 30 mars 1945.

Le 25 janvier 1945 le Heeresgruppe Mitte change de nom pour devenir Heeresgruppe Nord. Le Heeresgruppe Nord disparait le 2 avril 1945 dans la débâcle allemande de la Prusse Orientale.

### Commandement
| Date                    | Commandant (Oberbefehlshaber Heeresgruppe) |
| ----------------------- | ------------------------------------------ |
| 27 janvier 1945         | Generaloberst Lothar Rendulic              |
| 12 mars au 2 avril 1945 | Generaloberst Walter Weiss                 |

### Organigramme
Unité organique au Groupe d'armées Nord
- Heeresgruppen-Nachrichten-Regiment 537

Unités sous le commandement du Groupe d'armées Nord
| Date         | Unités                            |
| ------------ | --------------------------------- |
| 1945         |                                   |
| Février-Mars | Armee-Abteilung Samland, 4e Armée |